# Mouralia tinctoides
Mouralia tinctoides là một loài bướm đêm trong họ Noctuidae.